# Vania Leturcq
Pour les articles homonymes, voir Leturcq.
Vania Leturcq, est une réalisatrice et scénariste belge.

## Filmographie partielle

### Comme réalisatrice
- 2006 : L.
- 2009 : L'Été
- 2011 : La Maison
- 2014 : L'Année prochaine
- 2022 : Pandore (série télévisée, 4 épisodes)

### Comme scénariste
- 2006 : L.
- 2006 : Ça rend heureux
- 2009 : L'Été
- 2014 : L'Année prochaine
- 2022 : Pandore (série télévisée)

## Distinctions
- 2014 : Festival des films du monde de Montréal : Silver Zenith pour L'Année prochaine